# 1964 في الأردن
فيما يلي قوائم الأحداث التي وقعت خلال عام 1964 في الأردن.